# Martine Reicherts
Martine Reicherts (ur. 13 kwietnia 1957 w Luksemburgu) – luksemburska prawniczka, urzędniczka europejska, dyrektor generalny Urzędu Publikacji Unii Europejskiej, w 2014 komisarz europejski ds. sprawiedliwości, praw podstawowych i obywatelstwa.

## Życiorys
Z wykształcenia prawniczka, magisterium uzyskała w 1979. Studiowała na Uniwersytecie Luksemburskim, Université de Nice – Sophia Antipolis i Université d’Aix-Marseille I. W 1980 uzyskała dyplom DEA z prawa handlowego na Université Panthéon-Assas. Od 1980 do 1984 praktykowała w zawodzie prawnika w ramach luksemburskiej palestry, od 1988 do 1991 była wykładowczynią w Brukseli. Od 1984 zawodowo związana z administracją europejską. Była m.in. doradcą i zastępcą szefa gabinetu przewodniczącego KE Jacques’a Santera (1995–1998) i rzeczniczką prasową Komisji Europejskiej (1998–1999). Po rocznej przerwie powróciła do pracy w strukturach UE, obejmując dyrektorskie stanowiska urzędnicze w unijnej administracji. W 2007 powołana na dyrektora generalnego Urzędu Publikacji Unii Europejskiej.
16 lipca 2014 Parlament Europejski wybrał ją na komisarza europejskiego ds. sprawiedliwości, praw podstawowych i obywatelstwa (do zakończenia kadencji Komisji Europejskiej José Barroso). Pozostała następnie w strukturze KE, w 2015 objęła kierownictwo dyrekcji generalnej KE ds. edukacji i kultury.